# Liste der Monuments historiques in Ennery (Val-d’Oise)
Die Liste der Monuments historiques in Ennery (Val-d’Oise) führt die Monuments historiques in der französischen Gemeinde Ennery auf.

## Liste der Bauwerke
| Bezeichnung     | Beschreibung | Standort          | Kennzeichnung | Schutzstatus | Datum | Bild           |
| --------------- | ------------ | ----------------- | ------------- | ------------ | ----- | -------------- |
| Schloss Ennery  |              | (Lage)            | PA00080048    | Classé       | 1942  |                |
| Friedhofskreuz  |              | Le Moutier (Lage) | PA00080049    | Classé       | 1977  |                |
| Kirche St-Aubin |              | (Lage)            | PA00080050    | Classé       | 1911  | weitere Bilder |

## Liste der Objekte

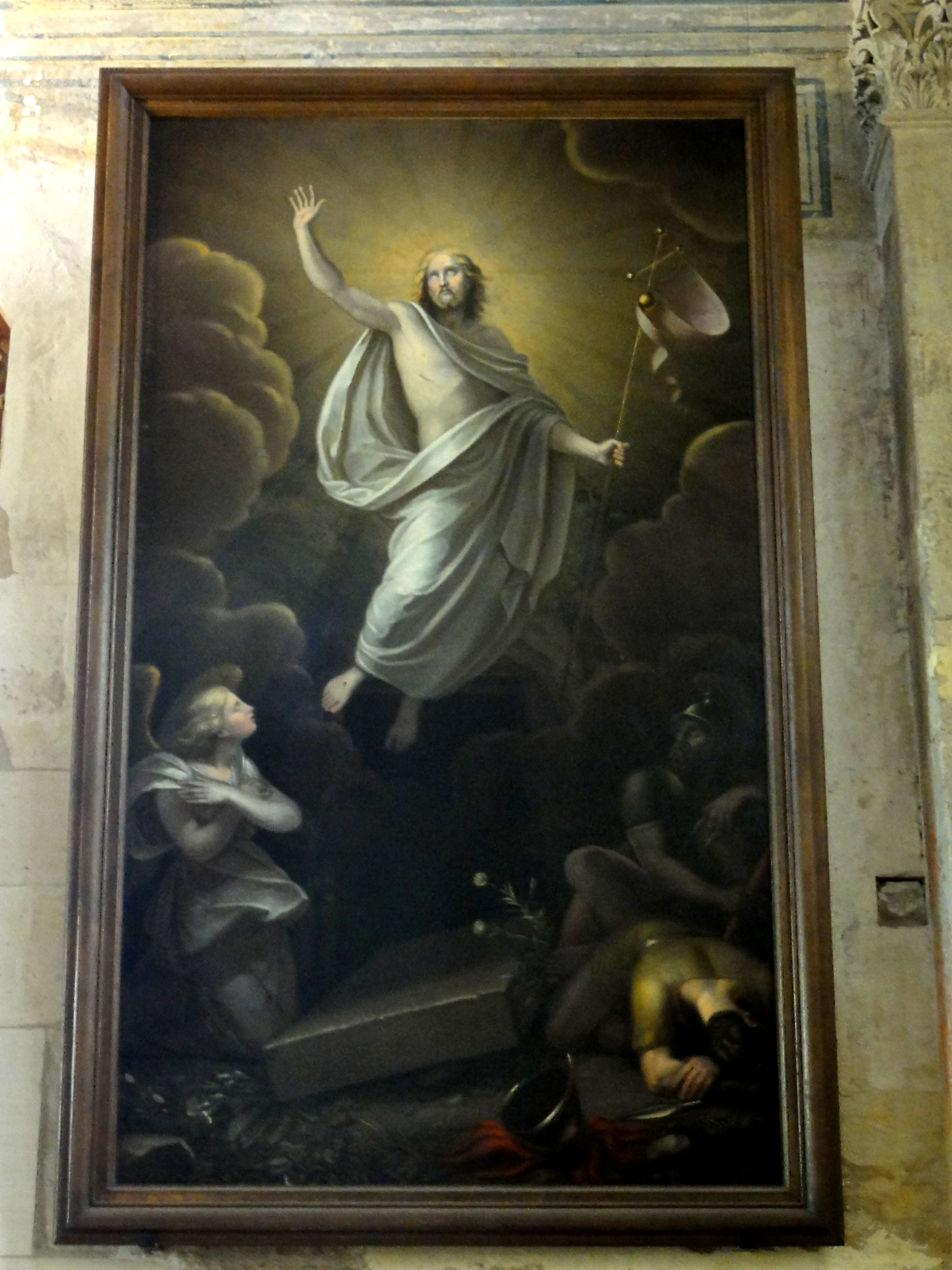
Ölgemälde Auferstehung Christi (um 1800) in der Kirche St-Aubin

- Monuments historiques (Objekte) in Ennery (Val-d’Oise) in der Base Palissy des französischen Kultusministeriums